# ExBB
ExBB — вебфорум, написаний на PHP. Не вимагає для своєї роботи MySQL або інші СУБД, оскільки для зберігання інформації використовуються тільки текстові файли. Розповсюджується вільно за ліцензією GNU GPL.
В наш час[коли?] ExBB використовується на безлічі сайтів.
Розробка ExBB була почата літом 2003 року. 10 серпня 2003 року вийшла перша версія.
Починаючи з версії 1.9.1 (вийшла в травні 2004) автор припинив роботу над форумом, і розробка якийсь час велася командою сайту TvoyWeb.Ru. Останні версії форуму піддалися значним змінам, в результаті яких істотно зросла функціональність, швидкість та надійність роботи.
ExBB FM 1.0 Beta вийшла 23 липня 2007 року, вона написана із застосуванням концепції ООП, за рахунок чого покращали показники швидкості роботи і безпеки.
10 лютого 2009 року відкрився новий офіційний сайт ExBB.org та випущено версію ExBB FM 1.0 RC1, у якій було виправлено багато проблем, а також включено кілька модів, таких як - репутація, розширена статистика відвідувань, підфоруми та ін.
На початку 2012-го єдиний розробник закинув подальші роботи над проектом, і підтримку було вирішено перенести (з деяких причин) на новий домен.
19 травня 2012 у світ вийшла фінальна збірка ExBB FM 1.0 Final, створена і підтримувана вже "новим" співтовариством ExBB.info [Архівовано 12 березня 2013 у Wayback Machine.].
На даний момент проекту потрібен вебпрограміст для підтримки користувачів, написання модів для існуючої версії та створення нових версій ExBB.